# Luz María del Castillo Fregoso
Luz María del Castillo Fregoso (Ciudad de México, 6 de enero de 1926-13 de febrero de 1990) fue una química-bióloga mexicana, considerada pionera en biotecnología en México. Fue la primera mujer del país en recibir el premio de Ciencias, premio otorgado por la Academia de la Investigación Científica. Además, es considerada como una de las diez científicas de mayor renombre internacional.

## Biografía
Del Castillo Fregoso estudió en la Escuela Nacional de Ciencias Biológicas del Instituto Politécnico Nacional, de la que se tituló con diploma de honor. En 1947 ingresó al Laboratorio de Fisiología General y Vegetal de la ENCB y en 1949 aprobó su examen profesional, nuevamente con mención honorífica.
En 1960, gracias a sus estudios sobre reacciones enzimáticas, fue invitada a desempeñarse como profesora asociada en la Universidad de California.
Para 1964, se convirtió en la primera mujer mexicana en recibir el Premio de Ciencias de la Academia de la Investigación Científica y en 1981 fue galardonada con la presea Lázaro Cárdenas del IPN. 
En 1966, junto con Maria Luisa Ortega, publicó el Método de Kunitz modificado por Ortega y del Castillo, el cual sirve para la determinación de la actividad proteolítica. Este método es muy usado a nivel industrial, siendo una herramienta importante para el desarrollo tecnológico del sector agrícola del país.
Condujo los trabajos que lograron la creación del Laboratorio de Productos Naturales de la Comisión de Fomento y Actividades Académicas, que en 1980 se convirtió en el actual Centro de Desarrollo de Productos Bióticos, un espacio "donde fuera fundamental el conocimiento tradicional de las plantas mexicanas y sus beneficios para la salud".
En 1986 formó parte de la delegación estadounidense «People to people» y viajó a China con fines de intercambio científico. Este fue el primer contacto de científicos estadounidenses con científicos chinos, donde del Castillo fue invitada en reconocimiento a la calidad de su labor científica de nivel internacional, siendo ella la única científica no estadounidense de la delegación.
Falleció el 13 de febrero de 1990.
En 2014 fue incluida en el homenaje del Consejo para la Cultura y las Artes de Nuevo León como una de las treinta y una mujeres de la ciencia que han hecho aportaciones destacadas en México.

## Formación académica
Del Castillo Fregoso egresó de la licenciatura de Químico Biólogo por parte de la Escuela Nacional de Ciencias Biológicas del Instituto Politécnico Nacional.  Posteriormente, formó parte de la primera generación del Programa de Doctorado en Bioquímica de la Escuela Nacional Ciencias Biológicas, obteniendo el grado defendiendo la tesis Investigaciones acerca de la desnaturalización de proteínas por agentes con actividad superficial.

## Línea de investigación
Su investigación se enfoco en la ciencia enzimática, en donde realizó aportaciones para el entender el efecto de la constante dieléctrica y la fuerza iónica, la especificidad enzimática, entre otros.

## Reconocimientos
- Premio de Ciencias de la Academia de Investigación Científica de la Academia de la Investigación Científica, en 1964.
- Presea Lázaro Cárdenas del Instituto Politécnico Nacional, en 1981.